# ديفيد أرييل مندييتا
ديفيد أرييل مندييتا (بالإسبانية: David Ariel Mendieta) هو مدرب كرة قدم ولاعب كرة قدم باراغواياني في مركز الوسط، ولد في 22 أغسطس 1986 في لامباريه في باراغواي. شارك مع منتخب باراغواي لكرة القدم. أما مع النوادي، فقد لعب مع ديبورتيفو كالي ونادي غواراني.

## وصلات خارجية
- ديفيد أرييل مندييتا على موقع قاعدة بيانات كرة القدم.إي يو (الإنجليزية)
- ديفيد أرييل مندييتا على موقع Soccerway.com (الإنجليزية)
- ديفيد أرييل مندييتا على موقع AS.com (الإسبانية)